# Durgauli
Durgauli (nepalski: दुर्गौली) – gaun wikas samiti w zachodniej części Nepalu w strefie Seti w dystrykcie Kailali. Według nepalskiego spisu powszechnego z 2001 roku liczył on 2192 gospodarstw domowych i 13291 mieszkańców (6824 kobiet i 6467 mężczyzn).